# Constanza Droop
Constanza Droop (* 1965 in Gütersloh) ist eine deutsche Kinderbuch-Illustratorin.
Constanza Droop, Tochter eines Architekten und einer Textildesignerin, entschied sich nach einem einjährigen Praktikum in einer Werbeagentur gegen den Beruf ihres Vaters und studierte von 1986 bis 1992 Grafikdesign an den Fachhochschulen Nürnberg und Münster. Seither ist sie freiberuflich als Illustratorin tätig.
Bekannt wurde sie durch ihre Zeichnungen für die Kinderbuch-Serie Felix, die von Annette Langen geschrieben wurde. Die Abenteuer des Stoffhasen erscheinen seit 1994 im Coppenrath Verlag zu Münster; die Figur wurde auch vom Porzellanhersteller Rosenthal verwendet. Mit dem Erstausgabetag 2. März 2015 gab die Deutsche Post AG zwei Briefmarken im Wert von 0,45 (Felix auf Reisen) und 0,62 (Post von Felix) Eurocent mit dem Hasenmotiv heraus.
Droop ist verheiratet, Mutter von zwei Kindern und lebt in Münster.